# Notepad+
Notepad+ — безкоштовний текстовий редактор для операційних систем Windows, призначений для заміни редактора Notepad, встановленого за замовчуванням у Windows. Він має більше можливостей форматування, але, як і Блокнот, працює лише зі звичайним текстом. Він може відкривати текстові файли будь-якого розміру, а в одному екземплярі програми можна одночасно відкривати кілька файлів. Він підтримує перетягування тексту у файлі та між файлами, а також підтримує кілька шрифтів і кольорів.
Notepad+ доступний у компанії RogSoft. Його розробив голландський програміст Рогір Мерс. Вперше він був випущений у 1996 році.  Спочатку він мав перевагу в тому, що міг відкривати файли будь-якого розміру, оскільки до 2000 року Блокнот не міг відкривати файли розміром більше 64 Кб.